# Бапси Сидхва
Бапси Сидхва (урду باپسا سادہوا‎; 11 августа 1938, Карачи — 25 декабря 2024, Хьюстон) — писательница из Пакистана, писавшая на английском языке и проживавшая в США. Наибольшую славу ей принесла совместная работа с индо-канадским режиссёром Дипой Мехта, которая сняла кинофильм «Земля» (1998) по роману Бапси «Раскол Индии» (англ. Cracking India/Ice Candy Man). Впоследствии фильм Мехты «Вода» (2005) послужил Бапси вдохновением для написания одноименного романа.

## Биография
Родилась в семье парсов — зороастрийцев в городе Карачи, позже с семьей переехала в Лахор. В возрасте двух лет Бапси заболела полиомиелитом, что оказало сильное влияние на её жизнь. Когда ей было девять лет, произошел Раздел Индии, что послужило основой для создания её романа «Раскол Индии» (1988).
В 1957 году она получила степень бакалавра гуманитарных наук в женском колледже Kinnaird в Лахоре.
Бапси вышла замуж в 19 лет и переехала в Бомбей, где прожила последующие пять лет. Второй раз она вышла замуж уже в Лахоре за своего нынешнего супруга, Ношира. У Бапси трое детей, её дочь Мохур Сидхва в 2012 году была кандидатом на выборах в Палату представителей от Демократической партии в штате Аризона.
Жила в Хьюстоне, США, куда мигрировала ещё в 1984 году. В её послужном списке преподавание в Колумбийском университете, Хьюстонском университете, колледже Маунт Холиок, университете Саутгемптона и Брандейском университете.
Умерла 25 декабря 2024 года в Хьюстоне, штат Техас, в возрасте 86 лет.

## Цитаты
«Я чувствую, если бы я могла сделать один маленький поступок, я бы заставила людей осознать: Мы не никчёмные, потому что живём в стране, которая в глазах Запада выглядит лишь примитивной, фундаменталистской страной… Я имею в виду, что мы также — богатая смесь всевозможных сил, и наши жизни стоят того, чтобы проживать их». — Бапси Сидхва, Massachusetts Review, 1990.

## Произведения
- The Crow Eaters (рус. Огнепоклонники, 1978, Пакистан; 1979 и 1981, Индия; 1980, Англия; 1982, США)
- The Bride (1982, Англия; 1983,1984, Индия; опубликована как The Pakistani Bride; 1980 и 2008 США)
- Cracking India (оригинальное название — Ice Candy Man; 1988, Англия; 1991, США; 1992, Индия)
- An American Brat (1993, США; 1995, Индия)
- Bapsi Sidhwa Omnibus (2001, Пакистан)
- Water: A Novel (2006, США и Канада)
- City of Sin and Splendour: Writings on Lahore (2006, США)
- Jungle Wala Sahib (Urdu): Published by Readings Lahore (2012, Пакистан)
- Their Language of Love: published by Readings Lahore (2013, Пакистан)

## Награды и достижения
Америка:
- 1986—1987 — член Radcliffe/Harvard — Mary Ingraham Institute
- 1987 — член национального фонда Искусств
- 1991 — приглашенный исследователь в учебном центре Фонда Рокфеллера, Белладжио, Италия
- 1993 — писательская премия Лилы Уоллес «Дайджест читателя»
- 1999—2007 — работала в Совете директоров Inprint в Хьюстоне, сейчас входит в его Консультационный совет
- 2000 — включена в Зороастрийский Зал Славы в Хьюстоне
- 2002 — выиграла литературную премию «Выдающееся мастерство» на Зороастрийском Конгрессе в Чикаго
- 2007 — премия Primo Mondello
- 2008 — стала первой в Южной Азии, кто получил литературную премию «Выдающееся мастерство»
- 2008 — премия HCC Азиатско-американское наследие

Пакистан:
- 1991 — получила Sitara-i-Imtiaz, высшую национальную награду в искусстве, Пакистан
- 1991 — получила Национальную Премию Английской литературы от Пакистанской Академии Словесности
- 1992 — литературная премия Patras Bokhari

Германия:
- 1991 — LiBeraturepreis за Ice-Candy-Man (Cracking India)

Англия:
- 1999 — Cracking India стала одной из 200 лучших книг на английском по версии Библиотеки Современности; премия David Higham за роман Crow Eaters

Италия:
- 2007 — Premio Mondello 2007 за роман Water[2]